# Synagoge (Písek)
Koordinaten: 49° 18′ 28,6″ N, 14° 9′ 1,4″ O

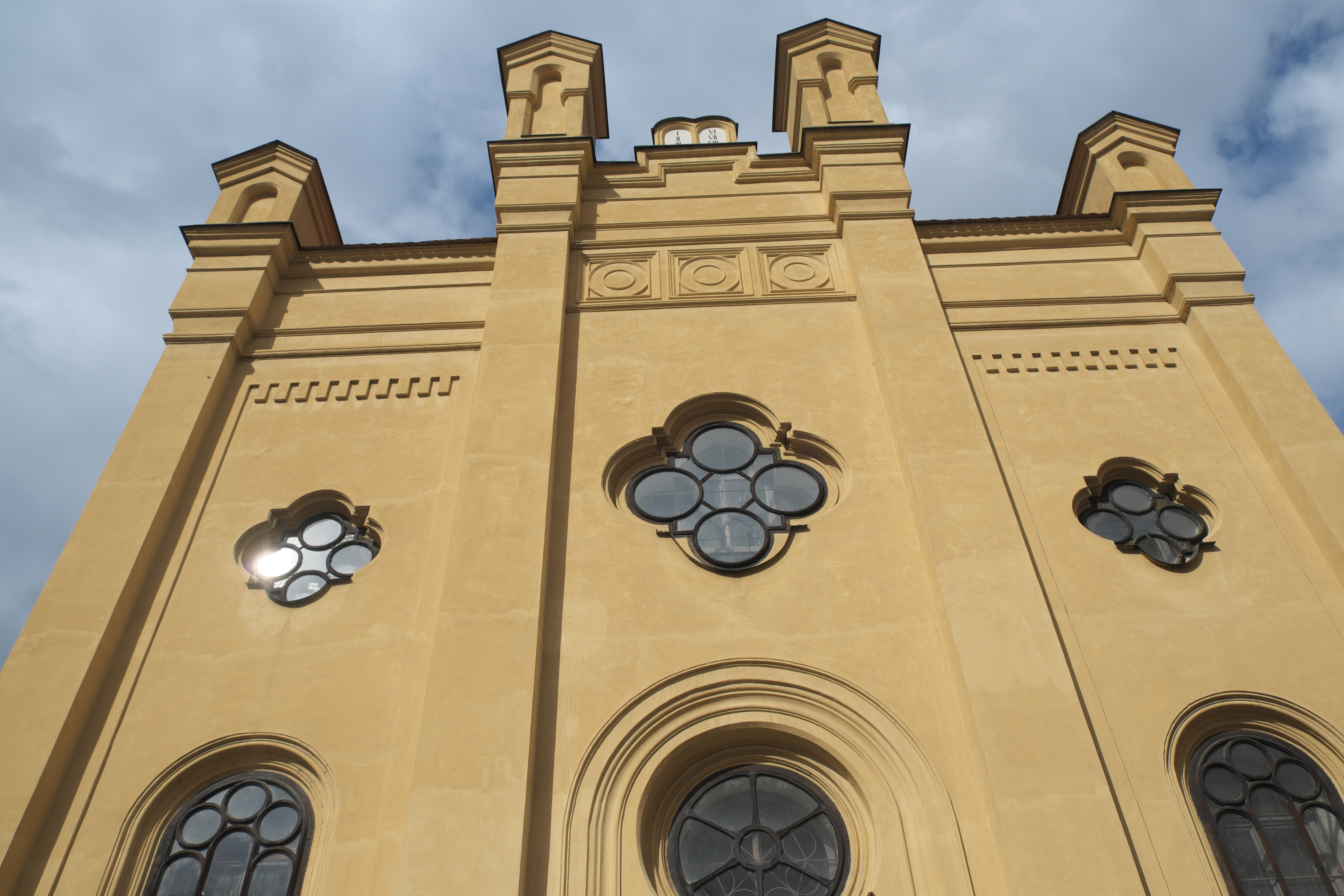
Synagoge in Písek

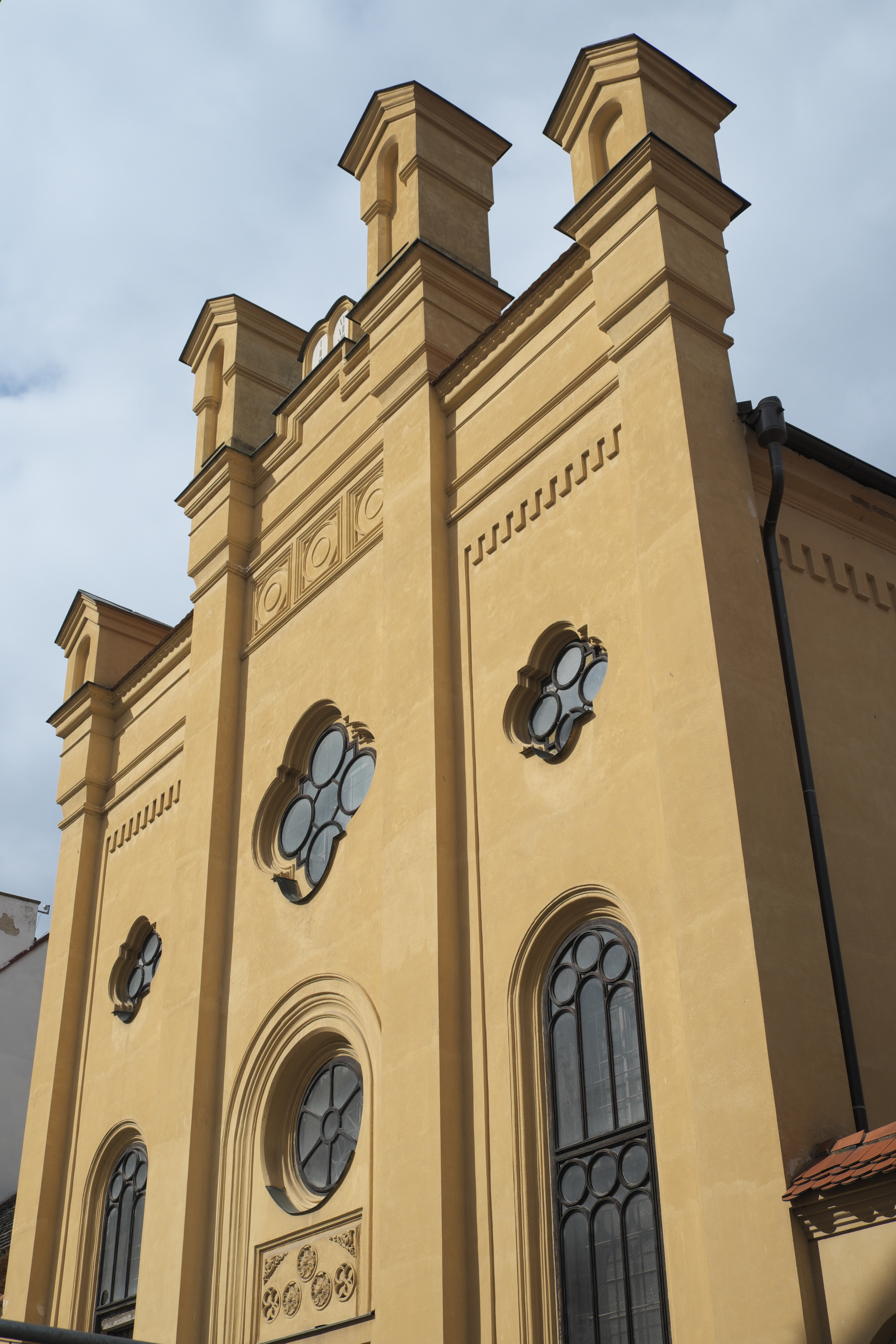
Westfassade

Die Synagoge in Písek (deutsch Pisek),  einer tschechischen Stadt in der Südböhmischen Region, wurde 1871 errichtet. Die profanierte Synagoge zwischen den Smetanova und Soukenická Straßen ist seit 2001 ein geschütztes Kulturdenkmal.

## Geschichte
Die im maurischen Stil mit neuromanischen Elementen gebaute Synagoge diente der jüdischen Gemeinde bis zur deutschen Besetzung 1939 als Gotteshaus. Nach dem Zweiten Weltkrieg wurde das Gebäude als Lager benutzt und der Betsaal durch eine Decke in zwei Stockwerke geteilt.
Seit 1995 ist die Synagoge im Besitz der jüdischen Gemeinde Prag. Die Renovierung der Synagoge in Písek wurde 2005 vom Deutsch-Tschechischen Zukunftsfonds (DTZF) gefördert. Besonders erwähnenswert sind die Wandmalereien im Betsaal.